# Municipio de Levski
El municipio de Levski (búlgaro: Община Левски) es un municipio búlgaro perteneciente a la provincia de Pleven.
En 2011 tenía 19 938 habitantes, el 74,9% búlgaros y el 6,01% turcos. La mitad de la población del municipio vive en la capital municipal Levski.
Se ubica en la esquina suroriental de la provincia.

## Localidades
| Localidad    | Cirílico     | Población (diciembre de 2009) |
| ------------ | ------------ | ----------------------------- |
| Levski       | Левски       | 10 571                        |
| Asénovtsi    | Асеновци     | 1606                          |
| Asparúhovo   | Аспарухово   | 602                           |
| Bozhurluk    | Божурлук     | 144                           |
| Balgarene    | Българене    | 897                           |
| Varaná       | Варана       | 98                            |
| Gradishte    | Градище      | 1234                          |
| Ízgrev       | Изгрев       | 499                           |
| Kozar Bélene | Козар Белене | 843                           |
| Málchika     | Малчика      | 1438                          |
| Obnova       | Обнова       | 2242                          |
| Stezherovo   | Стежерово    | 597                           |
| Tránchovitsa | Трънчовица   | 716                           |
| Total        |              | 21 487                        |